# Alžběta Juliana ze Žerotína
Alžběta Juliana ze Žerotína (německy Elisabeth Juliana von Zierotin, 23. února 1632 – březen 1670), byla šlechtična, rozená z Oppersdorfu, provdaná do významného moravského rodu Žerotínů.

## Život
Alžběta Juliana se narodila jako dcera Jana Oty z Oppersdorfu a jeho manželky Anny Magdaleny Robmhapové ze Suché.
V roce 1654 se 22letá Alžběta Juliana provdala za Přemyslava III. ze Žerotína, pána na Loučné (Wiesenberg), Kladských Oldřichovicích (Ullersdorf) a Janovicích (Johnsdorf), císařského rady a přísedícího Moravského zemského soudu.
Z tohoto manželství se narodilo pět synů: Václav, Přemyslav, František, Maxmilián a Jan Jáchym, a další dvě dcery, dvojčata Marie Anděla a Josefa Karolína, které však zemřely v dětství.
Alžběta Juliana byla velmi zbožná a bohabojná žena, o čemž svědčí i její odkaz. Byla velkou dobrodinkou dominikánského kláštera v Šumperku na Moravě. Když v březnu 1676 zemřela ve věku pouhých 38 let, sloužil za ni od 13. března převor dominikánského kláštera ve Vratislavi třídenní zádušní mši za přítomnosti vysoce postavených osob ve farním kostele v Oldřichovicích a pronesl pochvalnou řeč, v níž vyzdvihoval příkladné činy, které hraběnka vykonala. Jistý badatel kuriozit objevil podobnost její závěti s poslední vůlí Alžběty Habsburské (5. června 1554 – 22. ledna 1592, Vídeň), vdovy po francouzském králi Karlovi IX. Manžel Alžběty Rakouské zemřel o mnoho let dříve, v roce 1574 a mladá vdova se přestěhovala se nejprve k pražskému dvoru svého bratra, císaře Rudolfa a zbytek svého života strávila v klášteře klarisek Panny Marie Královny andělů ve Stallburgu, který sama založila, a kde byla později také pohřbena. Na její výslovnou žádost bylo její tělo po smrti uloženo nenabalzamované v dřevěné rakvi a její hrob označen veršem: „Peccantem me quotidie et non me poenitentem | Timor mortis conturbat me: quia in inferno nulla | Est Redemptio, miserere mei Deus et salva me.“